# Franco Volpi
Franco Volpi  (Vicenza, 4 de octubre de 1952 - San Germano dei Berici, Val Liona, 13 de abril de 2009) fue un filósofo y profesor de Filosofía en la Universidad de Padova y colaborador habitual del diario italiano La Repubblica. Volpi era experto en filosofía alemana, en Nietzsche, en Martin Heidegger y Arthur Schopenhauer en particular. Investigó la relación entre el nihilismo y la nada y entre la ciencia filosófica y la psicología actual. 
Se enfoco' en la filosofía practica como filosofía de la felicidad en sus últimos años especialmente.
Una vida plenamente vivida a través de la máxima 'Conocete a ti mismo'.
«Werde, der Du bist!» El imperativo de una estética de la existencia según Nietzsche  es el título de su última ponencia dada en la Universidad de Granada, noviembre 2008.
Entre sus numerosas obras figuran El nihilismo (1996), Heidegger y Aristóteles (1984), Los próximos titanes, Conversaciones con Ernst Jünger (1997) y El Dios de los Acidos (1995, con Albert Hoffmann y Antonio Gnoli). Su último escrito, su introducción, sobre los Aportes a la filosofía de Heidegger, apareció póstumo en 2010 en España. 
Cabe destacar la maestuosa 'Enciclopedia de Obras de Filosofía'.
Volpi impartió clases, entre otras, en las universidades de Niza (Francia), Laval (Canadá), Pontificia Javeriana de Bogotá, Colombia, Universidad Panamericana y Unam, México, Santiago y Valparaiso, Chile.
Falleció a los 56 años el Lunes de Pascua, 13 de abril de 2009, al ser atropellado por un automóvil mientras pedaleaba y entrenaba en bicicleta, su gran afición.

Padre de Laura Volpi (1986)
Esposo de Ruth Barbara Otte Volpi (1982)

## Entrevista
- "Es el desierto que avanza" entrevista con Franco Volpi.
- 'Lezione di Filosofia' (parte 1)https://m.youtube.com/watch?v=UHjtvhZ_QGA un agradecimiento a Ciaramella por publicar esta grabación de las clases universitarias.